# Momčilo Vukotić
Momčilo Vukotić (Belgrado, 2 de junho de 1950 – Belgrado, 3 de dezembro de 2021) foi um futebolista sérvio que atuou como atacante.

## Carreira
Vukotić jogou pelo Partizan em dois períodos da carreira (1968–1978 e 1979–1984), com o qual conquistou três títulos do Campeonato Iugoslavo. Representou a seleção nacional na Eurocopa de 1976.

## Morte
Vukotić morreu no dia 3 de dezembro de 2021, em Belgrado, em decorrência de um câncer de garganta.